# サンデーVSマガジン 集結!頂上大決戦
『サンデーVSマガジン 集結!頂上大決戦』（サンデーバーサスマガジン しゅうけつ ちょうじょうだいけっせん）は、2009年3月26日にコナミデジタルエンタテインメントより発売されたPlayStation Portable用のゲームである。

## 概要
コナミから発売された｢週刊少年サンデー」と「週刊少年マガジン」の創刊50周年記念ゲーム第2弾であり、両誌から歴代の各15作品ずつ、計30作品から100以上のキャラクターが登場するクロスオーバー作品である。1対1の対戦アクションであり登場キャラクターは全員原作通りの技を持つ。

## ゲームとしての特徴
次々と現れる相手を倒していく「アーケードモード」、友人やCOMと自由に対戦ができる「フリーバトル」、新たなキャラクターや必殺技を習得できる「クエストモード」の3種類が用意されている。また操作方法も2種類あり、初心者にも操作しやすい「シンプルモード」と上級者向けの「テクニカルモード」がある。
ボイスはほとんどのキャラに充てられているが、アニメ化経験作品であっても、アニメとは違う声優が充当された。

## 登場キャラクター
太字は作品名、上段は操作キャラ、下段はサポートキャラ、※は初期キャラクター。作品名は五十音順。

### 週刊少年サンデー
『ARMS』より
- 高槻涼※
  - 久留間恵、新宮隼人※、巴武士、ナイト、クイーンオブハート、ホワイトラビット

『犬夜叉』より
- 犬夜叉※
  - 日暮かごめ、珊瑚※、七宝、弥勒、殺生丸

『うえきの法則』より
- 植木耕助
  - 森あい、佐野清一郎、鈴子・ジェラード、マリリン・キャリー

『うしおととら』より
- 蒼月潮&とら
  - 蒼月紫暮、時逆・時順、東の鎌鼬（十郎）、東の鎌鼬（雷信&かがり）、鏢（ひょう）

『がんばれ元気』より
- 堀口元気

『究極超人あ〜る』より
- R・田中一郎
  - R・29号、鳥坂先輩、成原成行

『Gu-Guガンモ』より
- 佃ガンモ

『結界師』より
- 墨村良守※、雪村時音
  - 墨村正守※、志々尾限

『拳児』より
-   - 剛拳児

『史上最強の弟子ケンイチ』より
- 白浜兼一※、風林寺美羽
  - 風林寺隼人、逆鬼至緒※、岬越寺秋雨、馬剣星、香坂しぐれ、アパチャイ・ホパチャイ

『絶対可憐チルドレン』より
- 明石薫（＆野上葵＆三宮紫穂）※
  - 皆本光一、蕾見不二子※、兵部京介

『ハヤテのごとく!』より
- 綾崎ハヤテ※
  - 三千院ナギ、マリア※、タマ

『炎の転校生』より
- 滝沢昇
  - 高村友花里、金沢

『YAIBA』より
- 鉄刃

『烈火の炎』より
- 花菱烈火
  - 佐古下柳、紅麗

その他
- サンデーロゴマーク・ナマズ

### 週刊少年マガジン
『あしたのジョー』より
- 矢吹丈
  - 丹下段平、マンモス西

『エア・ギア』より
- 南樹※、クロワッサン仮面（野山野林檎）
  - 小烏丸（カズ、オニギリ、ブッチャ）、鰐島 亜紀人/咢、シムカ※、皇杞枢、左安良（アイオーンクロック）

『MMR マガジンミステリー調査班』より
- キバヤシ

『GetBackers-奪還屋-』より
- 美堂蛮※
  - 天野銀次※、HEVN、工藤卑弥呼

『コータローまかりとおる!』より
- 新堂功太郎
  - 渡瀬麻由美、天光寺輝彦

『サイボーグ009』より
- 島村ジョー

『魁!!クロマティ高校』より
- メカ沢新一
  - 神山高志+林田慎二郎&前田彰、ゴリラ、フレディ

『SAMURAI DEEPER KYO』より
- 鬼眼の狂
  - 真田幸村、椎名ゆや

『さよなら絶望先生』より
-   - 糸色望

『スーパードクターK』より
- KAZUYA

『タイガーマスク』より
- タイガーマスク
  - グレート・ゼブラ、健太、ルリ子先生、ちびっこハウス一同、ミスターX

『デビルマン』より
- デビルマン
  - 飛鳥了、政/哲&万次郎&六、牧村美樹

『はじめの一歩』より
- 幕之内一歩※、鷹村守
  - 青木村（青木勝&木村達也）、板垣学、鴨川源二※、鷹村像、間柴久美、山口先生

『FAIRY TAIL』より
- ナツ・ドラグニル※、ルーシィ・ハートフィリア※
  - グレイ・フルバスター※、エルザ・スカーレット、マカロフ・ドレアー

『魔法先生ネギま!』より
- ネギ・スプリングフィールド※
  - エヴァンジェリン&絡繰茶々丸、神楽坂明日菜、近衛木乃香、桜咲刹那、3-A全員集合!、タカミチ・T・高畑、バカレンジャー、宮崎のどか※

その他
- マガジンロゴマーク・ピモピモ

### 本作オリジナル
- ボス（モチーフ作品なし）

## 声の出演
序列はスタッフロールに準ずる。役名表記はなし。
- 伊藤実華
- 永野広一
- 我妻正崇
- 菊地美香
- 興津和幸
- 高橋広樹
- 宍戸留美
- 松山鷹志
- 森山栄治
- 相橋愛子
- 中川里江
- 中村太亮
- 藤田大助
- 豊永利行
- 木内秀信
- 小野友樹

- 井上優
- 下崎紘史
- 外波山文明
- 吉田仁美
- 金田アキ
- 寺崎裕香
- 髙木俊
- 植木誠
- 水野理紗
- 前田剛
- 池田愛
- 中山恵里奈
- 入野自由
- 片岡あづさ
- 堀田勝
- KENN